# Hieroglyphus annulicornis
Hieroglyphus annulicornis är en insektsart som först beskrevs av Tokuichi Shiraki 1910.  Hieroglyphus annulicornis ingår i släktet Hieroglyphus och familjen gräshoppor. Inga underarter finns listade i Catalogue of Life.